# Oostenrijks vlas
Oostenrijks vlas (Linum austriacum) is een plant uit de vlasfamilie die inheems is in de bergen van Midden-Europa, maar ook wel in België verwilderd wordt aangetroffen.

## Etymologie en naamgeving
- Synoniemen: Adenolinum austriacum (L.) Rchb., Adenolinum barbatulum Rchb., Adenolinum marginatum Rchb., Linum perenne subsp. austriacum (L.) O.Bolòs & Vigo, Linum squamulosum J. Rudolph
- Frans: Lin d'Autriche
- Duits: Österreichischer Lein
- Engels: Asian flax

De botanische naam Linum is afkomstig van het Latijnse 'linum' (draad of linnen). De soortaanduiding austriacum verwijst naar een van de landen waar de plant kan gevonden worden, Oostenrijk.

## Kenmerken
Oostenrijks vlas is een overblijvende, hemikryptofyte, kruidachtige plant, 30 tot 80 cm hoog, met sterk vertakte, dunne, ronde en onbehaarde, rechtopstaande stengels. Er is geen bladrozet. De stengelbladeren zijn verspreid ingeplant, tot 20 mm lang en tot 1 mm breed, zittend, lijnvormig, éénnervig, met een spitse top.
De bloemen zijn tot 1 cm breed, azuurblauw, en staan verspreid op de stengel in een ijle tuil. De bloemstengels staan aanvankelijk rechtop, maar zodra de vruchtjes rijpen buigen ze naar beneden. De twee rijen kelkbladen zijn bijna even lang, ovaal, stomp, korter dan het vruchtbeginsel. De blauwe kroonbladen hebben dikwijls opgerolde randen. De meeldraden staan schuin uit elkaar en dragen witte helmknopen. De vruchtjes zijn bol- tot eivormig.
De plant lijkt in het algemeen sterk op het overblijvend vlas (Linum perenne), de belangrijkste verschillen zijn de bij rijpheid van de vruchtjes afstaande of naar beneden gebogen bloemstengels, en het verschil in lengte tussen de twee rijen kelkbladen; bij het Oostenrijkse vlas zijn de binnenste kelkbladen even lang of maximaal 0,3 mm langer dan de buitenste, bij het overblijvend vlas is het verschil 0,3 tot 0,6 mm.
De bloeitijd is van mei tot augustus. De bloemen zijn meestal alleen 's ochtens geopend.

## Habitat, verspreiding en voorkomen
Oostenrijks vlas is een soort van zonnige plaatsen op stenige, vooral kalkrijke bodems, zoals graslanden en bermen.
De plant komt oorspronkelijk uit Azië, vandaar de Engelse benaming 'Asian flax'. Hij werd in de 19e eeuw in Duitsland geïntroduceerd. Ondertussen is hij verspreid over Midden- en Zuidoost-Europa en het oostelijke Middellandse Zeegebied.
De plant wordt wel eens uitgezaaid in tuinen en bermen, en kan in de Benelux verwilderd worden aangetroffen in zonnige bermen
... · 
L. alpinum · 
L. austriacum (Oostenrijks vlas) · 
L. bienne (Tweejarig vlas) · 
L. catharticum (Geelhartje) · 
L. leonii (Frans vlas) · 
L. narbonense · 
L. perenne (Overblijvend vlas) · 
L. suffruticosum · 
L. tenuifolium (Smal vlas) · 
L. trigynum · 
L. usitatissimum (Vlas) · 
L. viscosum (Kleverig vlas) · 
...